# 新斯科舍元
新斯科舍元（英語：Nova Scotian dollar）是加拿大新斯科舍省1860年–1871年使用的货币。新斯科舍元取代新斯科舍镑成为当地货币。新斯科舍元兑英镑的汇率为5新斯科舍元=1英镑、1新斯科舍元=4先令，新斯科舍元的兑换率低于加拿大元（加拿大元的4先令=1.3便士）。后来加拿大元取代了新斯科舍元成为当地货币，加拿大元兑新斯科舍元的汇率为73加分=75新斯科舍分，这两种货币保持了在1860年确立的差额。

## 硬币
新斯科舍元只在1861年–1864年发行过0.5分和1分的青铜硬币。当时在新斯科舍省流通的6便士硬币价值等于6分新斯科舍元，所以需要发行0.5分新斯科舍元来平衡货币价值。

## 纸币
1861年–1866年新斯科舍省政府发行了5元国库券。此外三家私人特许银行（新斯科舍银行、哈利法克斯银行、哈利法克斯商业银行）只发行了20元纸币，这些银行后来又发行了加拿大元纸币。
1866年新斯科舍省政府发行了一批纸币，纸币上面加印了“仅在哈利法克斯使用”的字样。这批纸币用于地方货币，5元等于加拿大元的4.86元。